# Henri Gouhier
Henri Gouhier (Auxerre, 5 de diciembre de 1898 - París, 31 de marzo de 1994) fue un filósofo francés e historiador de la filosofía moderna.

## Biografía
Estudió en la École Normale Supérieure de la calle Ulm, en 1919; obtuvo la agregación en Filosofía en 1921. Luego se diplomó en la École Pratique des Hautes Études, en 1923, y logró el doctorado en Letras en 1926.
Enseñó Filosofía en Troyes desde 1925 hasta 1928, pero pronto pasó a la enseñanza superior: en la Facultad de Artes de la Universidad de Lille Nord entre 1929 y 1940, y en la Universidad de Burdeos de 1940 a 1941. Además, dictó cátedra veintisiete años en la Sorbona, entre 1941 y 1968. Más tarde se estableció en Ginebra y Roma.
Henri Gouhier es un historiador reconocido, cuya vastísima obra tiene inspiración cristiana. Fue miembro de la Académie des Sciences Morales et Politiques desde 1961; de la Académie Royale de Belgique desde 1970; de la Académie Française desde 1979; de la Accademia Nazionale dei Lincei desde 1981; y de la Academia de Ciencias Morales y Políticas de  Madrid, desde 1989. En 1988 fue reconocido con el Prix Mondial Cino del Duca.
Como dato de interés, supervisó la tesis de grado del célebre sociólogo Pierre Bourdieu, cuyo tema fue una traducción comentada de las Animadversions de Leibniz.[1]

## Obras
- 1924  La Pensée religieuse de Descartes  (Vrin)
- 1926  La Philosophie de Malebranche et son expérience religieuse (Vrin)
- 1926  La Vocation de Malebranche (Vrin)
- 1928  Notre ami Maurice Barrès (Aubier)
- 1929  Malebranche, Méditations chrétiennes (Aubier)
- 1929  Malebranche, Textes et Commentaires (Gabalda)
- 1931  La Vie d’Auguste Comte (Gallimard)
- 1933  La Jeunesse d’Auguste Comte et la formation du positivisme. Tomo 1: Sous le signe de la liberté (Vrin)
- 1936  La Jeunesse d’Auguste Comte et la formation du positivisme. Tomo 2: Saint-Simon jusqu’à la Restauration (Vrin)
- 1937  Essais sur Descartes (Vrin)
- 1941  La Jeunesse d’Auguste Comte et la formation du positivisme. Tomo 3: Auguste Comte et Saint-Simon (Vrin)
- 1942  Maine de Biran, Œuvres choisies (Aubier), con introducción y notas.
- 1943  Auguste Comte, Œuvres choisies (Aubier), con introducción y notas
- 1943  La Philosophie et son histoire (Vrin)
- 1943  L’Essence du théâtre (Plon; trad. esp. 1954)
- 1947  Les Conversions de Maine de Biran (Vrin)
- 1952  Le Théâtre et l’Existence (Aubier)
- 1952  L’Histoire et sa philosophie (Vrin)
- 1954  Maine de Biran, journal  (La Baconnière), ed. íntegra.
- 1958  L’Œuvre théâtrale (Flammarion; trad.: Buenos Aires, 1978)
- 1958  Les Premières Pensées de Descartes, Contribution à l’histoire de l’Anti-Renaissance (Vrin)
- 1959  Œuvres de Malebranche (Vrin), con A. Robinet
- 1961  Bergson et le Christ des Évangiles (Fayard)
- 1961  La Pensée métaphysique de Descartes (Vrin)
- 1966  Les Grandes Avenues de la pensée philosophique en France depuis Descartes (Publications universitaires de Louvain)
- 1966  "La Tragédie des Provinciales", prfefacio a Pascal Les Provinciales (Le Livre de poche)
- 1966  Pascal, Commentaires (Vrin)
- 1966  Maine de Biran, De l’existence (Vrin) , Textos inéditos
- 1967  Benjamin Constant, Les Écrivains devant Dieu (Desclée de Brouwer)
- 1968  Ed. de Jean-Jacques Rousseau, Lettre à Voltaire, Lettres morales, Lettre à Christophe de Beaumont, archevêque de Paris, Lettre à M. de Franquières (Oeuvres complètes), tomo IV  (Pléiade)
- 1970  Les Méditations métaphysiques de Jean-Jacques Rousseau (Vrin)
- 1970  Maine de Biran par lui-même (Le Seuil)
- 1971  Le Combat de Marie Noël (Stock)
- 1972  Renan auteur dramatique (Vrin)
- 1973  Descartes, Essais sur le Discours de la Méthode, la Morale et la Métaphysique (Vrin)
- 1974  Pascal et les humanistes chrétiens. L’affaire Saint-Ange (Vrin)
- 1974  Antonin Arthaud et l’essence du théâtre (Vrin)
- 1976  Filosofia e Religione in Jean-Jacques Rousseau (Laterza), trad. por Maria Garin
- 1976  Études d’histoire de la philosophie française (Hildesheim)
- 1977  Fénelon philosophe (Vrin)
- 1978  Cartésianisme et Augustinisme au XVIIe siècle (Vrin)
- 1980  Études sur l’histoire des idées en France depuis le XVIIe siècle (Vrin)
- 1983  Rousseau et Voltaire, portraits dans deux miroirs (Vrin)
- 1986  Blaise Pascal, conversion et apologétique (Vrin)
- 1987  La Philosophie d’Auguste Comte, esquisses (Vrin)
- 1987  L’Anti-Humanisme au XVIIe siècle  (Vrin)
- 1989  Le Théâtre et les arts à deux temps (Flammarion)
- 1989  Bergson dans l’histoire de la pensée occidentale (Vrin)
- 1989  Benjamin Constant devant la religion (Desclée de Brouwer)
- 1992  Trois essais sur Étienne Gilson (Vrin)

## Otras distinciones
- Comandante de la Legión de Honor (Francia)
- Gran Oficial de la Orden Nacional del Mérito (Francia)
- Comandante de la Orden de las Artes y de las Letras (Francia)